# Chondrostethus filum
Chondrostethus filum är en insektsart som först beskrevs av Sharp 1898.  Chondrostethus filum ingår i släktet Chondrostethus och familjen Phasmatidae. Inga underarter finns listade i Catalogue of Life.